# قول یک مرد
قول یک مرد فیلمی به کارگردانی داریوش کوشان و نویسندگی جمشید صداقت‌نژاد ساختهٔ سال ۱۳۵۷ است.

## بازیگران
- رضایی
- گیتا